# Prove di volo - 12 minuti della nostra storia
Prove di volo - 12 minuti della nostra storia è un singolo molto raro di Renato Zero pubblicato nel 2002 contenente il medley strumentale in versione studio presentato nel tour Prove di volo di quell'anno.

## Tracce
1. Medley strumentale "Prove di volo - 12 minuti della nostra storia" – 12:00